# Ammonolyse
Cet article court présente un sujet plus développé dans : Aminolyse.
L'ammonolyse est un cas particulier d'aminolyse utilisé industriellement pour la production d'amines à partir d'ammoniac NH3 et d'un alcool R–OH. On obtient généralement un mélange d'amines primaires, secondaires et tertiaires qui doivent être séparées par distillation ou extraction. Des halogénoalcanes peuvent également être utilisés en remplacement des alcools. La réaction de l'ammoniac avec des halogénures d'acide, des anhydrides d'acide ou des esters conduit à des amides et est également appelée ammonolyse.
L'aminolyse est une réaction semblable menée à partir d'amines au lieu d'ammoniac, conduisant à des amides N-substitués.